# Konstantin Igorewitsch Plijew
Konstantin Igorewitsch Plijew (russisch Константин Игоревич Плиев; * 26. Oktober 1996 in Wladikawkas) ist ein russischer Fußballspieler.

## Karriere
Plijew begann seine Karriere bei Alanija Wladikawkas. Zur Saison 2014/15 rückte er in den Kader der ersten Mannschaft des Drittligisten. In seiner ersten Saison kam er zu 22 Einsätzen in der Perwenstwo PFL. In der Saison 2015/16 absolvierte er bis zur Winterpause 17 Spiele. Im Februar 2016 wechselte der Verteidiger zum Zweitligisten Wolgar Astrachan. Dort gab er im Mai 2016 sein Debüt in der Perwenstwo FNL. In seinem ersten Halbjahr absolvierte er nur zwei Partien. In der Saison 2016/17 kam er zu 26 Einsätzen. In der Saison 2017/18 spielte er bis zur Winterpause 15 Mal.
Im Februar 2018 wechselte Plijew zum Erstligisten FK Rostow. Im Mai 2018 debütierte er gegen Spartak Moskau in der Premjer-Liga. Dies blieb aber sein einziger Einsatz im Oberhaus in der Saison 2017/18. Im Juli 2018 wurde er an den Zweitligisten Baltika Kaliningrad verliehen. Für Baltika absolvierte er bis zur Winterpause 2018/19 21 Partien in der FNL. Im Januar 2019 kehrte er vorzeitig nach Rostow zurück. Dort kam der Außenverteidiger bis Saisonende zu weiteren vier Einsätzen in der Premjer-Liga.
Zur Saison 2019/20 wurde Plijew an den Ligakonkurrenten Rubin Kasan verliehen. Für die Tataren absolvierte er zwölf Spiele in der höchsten Spielklasse. Zur Saison 2020/21 kehrte er zunächst nach Rostow zurück, ehe er im September 2020 ein drittes Mal verliehen wurde, diesmal an den FK Ufa. Im Februar 2021 wurde er von Ufa dann fest verpflichtet. Für Ufa kam er bis Saisonende zu 17 Einsätzen. In der Saison 2021/22 absolvierte er 28 Partien in der Premjer-Liga, aus der er mit dem Klub zu Saisonende aber abstieg. Anschließend spielte er bis zur Winterpause 2022/23 16 Mal in der FNL.
Im Januar 2023 kehrte Plijew zum Ligakonkurrenten Wladikawkas zurück. Dort war er die folgenden zwei Jahre aktiv und nach kurzer Vereinslosigkeit schloss er sich im Sommer 2025 dem ebenfalls in der Zweiten Liga spielenden FK SKA-Chabarowsk an.

## Persönliches
Sein älterer Bruder Saurbek (* 1991) ist ebenfalls Fußballspieler und stand 2024/25 beim Zweitligisten Rotor Wolgograd unter Vertrag.